# Jabol
Jabol (phát âm tiếng Ba Lan: [ˈjabɔl]) là tên tiếng lóng của một loại rượu trái cây Ba Lan bình dân  được làm từ trái cây lên men và được đóng chai ở mức 8% đến 18% rượu theo thể tích. Tên của nó, "jabol", dường như bắt nguồn từ "jabłko", từ tiếng Ba Lan có nghĩa là "quả táo", là nguyên liệu để làm nên nó. Mặc dù nó thường có hương vị trái cây, nó có thể có các hương vị khác như sô cô la  hoặc bạc hà.
Nó có nhiều loại và được bán dưới nhiều tên khác nhau.

## Tên tiếng lóng
Ngoài "jabol" hoặc "jabcok", đồ uống này đã cũng có một loạt các tên tiếng lóng đầy màu sắc. Hai loại thường gặp là "sikacz" (liên quan đến tác dụng của rượu khi đi tiểu) và "siarkofrut" (liên quan đến nhãn hiệu nước trái cây trẻ em Bobofrut, cũng như mùi vị lưu huỳnh của rượu vang, kết quả từ nó quy trình sản xuất chất lượng thấp).

## Lịch sử
Jabol được sản xuất bởi một số công ty và đã làm say đắm các thế hệ người Ba Lan. Nó đặc biệt phổ biến trong văn hóa punk Ba Lan .

## Bao bì và giá cả
Jabol được bán trong chai thủy tinh và nhựa  hoặc thùng  (tương tự như hộp sữa hoặc nước trái cây). Nó có giá khoảng 4,50 PLN (1,60 USD)  cho một chai 0,70L. Đôi khi một khoản đặt cọc được yêu cầu trên các chai, thường là 20-30% giá rượu.

## Nền Văn Hóa phổ biến
- Pieniądze to nie wszystko - bộ phim hài của Juliusz Machulski từ năm 2000
- Jabol punk, Jabolowe oferator (nạn nhân Jabol hoặc người thua Jabol) - những bài hát của KSU từ album Pod prąd.
- Tanie Wino (Rượu bình dân) - bài hát của Haratacze
- SO2 - bài hát của Zielone abki (liên quan sulfur dioxide)
- Uống rượu axit - ban nhạc kim loại thrash Ba Lan. Tên gọi liên quan đến đồ uống.
- Autobiografia - một trong những bài hát nổi tiếng nhất của ban nhạc Perfect Ba Lan.
- Arizona - phim tài liệu của Ewa Borzęcka từ năm 1997, cho thấy cuộc sống ở ngôi làng nghèo Ba Lan